# 约翰·洛克
約翰·洛克（英語：John Locke，1632年8月29日—1704年10月28日，FRS），著名英國哲學家，最具影響力的啟蒙哲學家之一，並被廣泛形容為自由主義之父。在知識論上，洛克與乔治·贝克莱、大卫·休谟三人被列為英國经验主义的代表人物，同时洛克也在社會契約理論上做出重要貢獻。他發展出了一套與托马斯·霍布斯的自然狀態不同的理論，主張政府只有在取得被統治者的同意，並且保障人民擁有生命、自由、和財產的自然權利時，其統治才有正當性。洛克相信只有在取得被統治者的同意時，社會契約才會成立，如果缺乏了這種同意，那麼人民便有推翻政府的權利。约翰·洛克将国家权力分为立法权、行政权和对外权，并主张立法权与行政权的分立，行政权与对外权的统一；立法权是国家最高权力。
洛克的思想對於後代政治哲學的發展產生巨大影響，並且被廣泛視為是啟蒙時代最具影響力的思想家和自由主義者。他的著作也大為影響了伏爾泰和盧梭，以及許多蘇格蘭啟蒙運動的思想家和美國開國元勳。《美國獨立宣言》亦受到他的古典共和主义观念和自由主义观念影响。
洛克的精神哲學理論通常被視為是現代主義中「本體」以及自我理論的奠基者，也影響了後來大衛·休謨、讓·雅各·盧梭、與伊曼努爾·康德等人的著作。洛克是第一個以連續的「意識」來定義自我概念的哲學家，他也提出了心靈是一块“白板”的假設。與笛卡爾或基督教哲學不同的是，洛克認為人生下來是不帶有任何記憶和思想的。

## 生平

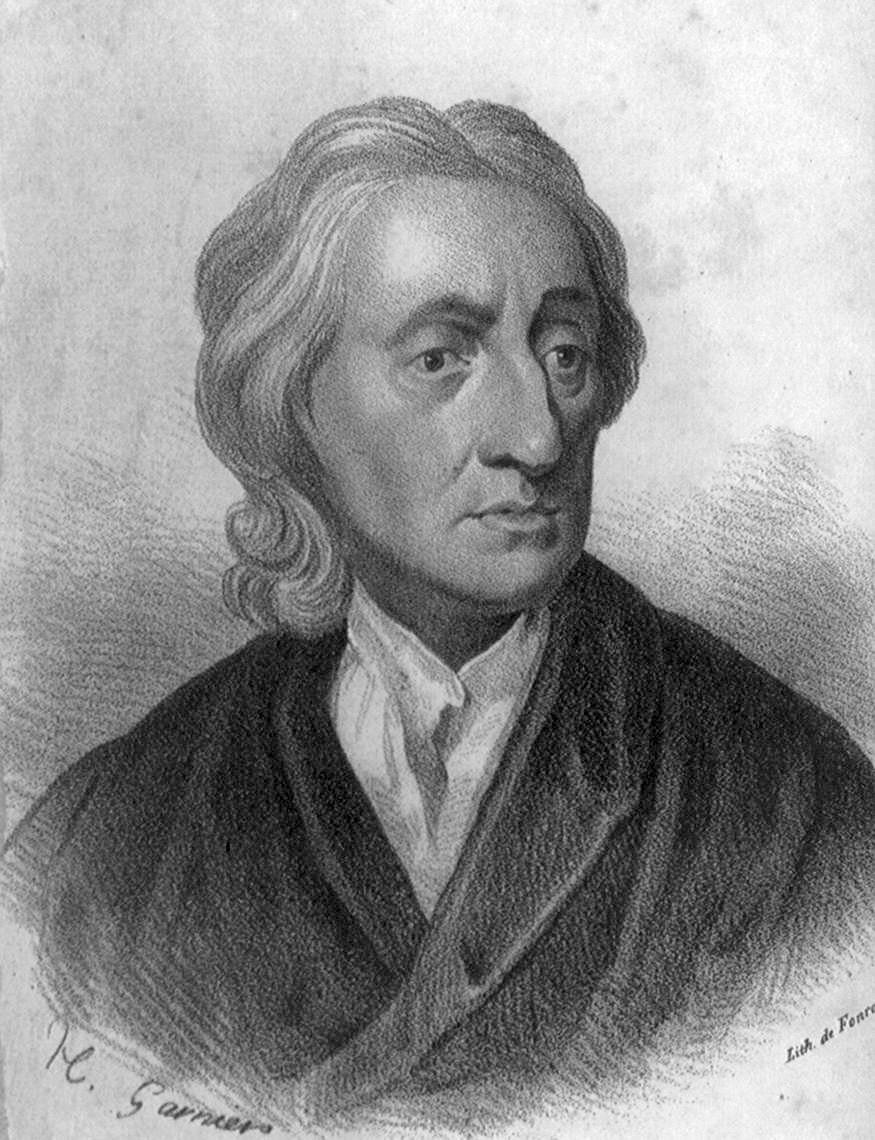
约翰·洛克黑白素描

1632年8月29日，洛克生於薩默塞特郡的威靈頓村，一個距離布里斯托大約12英里的地方。他在同一天被受洗。洛克的父親也叫做約翰·洛克，是一名在薩默塞特郡擔任地方法官書記的律師，曾經在英國內戰時擔任議會派部隊的軍官。洛克的母親艾妮絲·金恩是一名製革匠的女兒，據傳長的相當漂亮。洛克的雙親都是清教徒。洛克出生後不久，他家搬到了布里斯托以南7英里的彭斯福德鎮，洛克在那裏的一個農村長大。
1647年，在父親的友人、也是議會議員的亚历山大·波帕姆的資助下，洛克被送至伦敦就讀西敏中學。在從西敏中學畢業後，洛克接著前往就讀牛津大學基督堂學院。雖然洛克的成績相當傑出，他卻對大學安排的課程感到相當乏味和不滿，他發現一些當時的哲學家例如笛卡爾等人的著作都要比大學裡教授的古典教材還要有趣。透過在西敏中學認識的同學理查·洛爾的介紹下，洛克開始將興趣轉向一些實驗哲學和醫學的研究，並且成為了皇家學會院士。
1656年，洛克獲得學士學位，接著在1658年獲得碩士學位。由於在牛津期間廣泛學習醫學、並且曾與許多知名的科學家如羅伯特·波義耳、羅伯特·胡克共事，1664年，洛克獲得了醫學學士的學位。在1666年，洛克認識了沙夫堡伯里伯爵，伯爵當時正為肝臟感染疾病所苦，在接受洛克的悉心治療後相當感激，於是說服洛克成為他的助手。
找到新工作的洛克於是在1667年搬進了沙夫堡伯里伯爵於倫敦的住所，兼任他的個人醫師。在倫敦，洛克在知名醫師湯瑪斯·西德納姆的指導下繼續研讀醫學，西德萊姆對於洛克在自然哲學上的概念產生極大影響，這種影響可以在後來洛克所著的《人類理解論》一書裡發現。
隨著沙夫堡伯里伯爵的肝臟病情逐漸惡化，洛克所學習到的醫學知識也備受考驗。洛克負責協調其他幾名醫師一同參與治療，並且說服沙夫堡伯里伯爵接受一次開刀手術（開刀在當時本身就是可能致命的）以移除肝臟內的囊腫。手術進行得相當成功，疾病也逐漸復原了，伯爵感激的稱讚是洛克救了他一命。
在擔任沙夫堡伯里伯爵醫師的時期，洛克開始撰寫一些在後來被出版為《人類理解論》一書的草稿，其中有兩份草稿依然保存至今。也是在這個時期洛克擔任了伯爵所創建的貿易與種植園事務委員會的秘書，提供伯爵有關國際貿易和經濟上的意見。
沙夫堡伯里伯爵身為輝格黨的創立者之一，對於洛克的政治思想有極大影響。伯爵於1672年被指派為英國大法官，洛克也隨之參與各種政治活動。1675年，在伯爵於政壇失勢後，洛克前往法國旅行。在1679年當伯爵的政治情勢稍微好轉時，洛克又回到了英格蘭。也是在這個時期，很可能是出於伯爵的鼓勵，洛克開始撰寫知名的《政府論》一書。本书一度被认为是洛克替後來1688年的光榮革命进行辯護，但后来的学者们却发现在光荣革命之前本书既已成稿。书中洛克批評了托馬斯·霍布斯等人的獨裁主義政治哲學。雖然洛克是與較具權勢的輝格黨共事，他所提出的自然權利以及政府理論在當時可說是相當激進而革命性的。
然而到了1683年，由於被懷疑涉嫌一件刺殺查理二世國王的陰謀（雖然根本沒多少證據能證明他直接參與了謀刺案），洛克逃亡至荷蘭。在荷蘭，洛克終於有時間繼續開始撰寫許多著作，花了許多時間重新校對他的《人類理解論》以及《論寬容》的草稿，直到光榮革命結束為止洛克都一直待在荷蘭。在1688年洛克跟隨奧蘭治親王的妻子一同返回英格蘭。在抵達英國後不久洛克開始將大量的草稿出版成書，包括了《人類理解論》、《政府論》、以及《論寬容》都在這段時期接連出版。
洛克的密友瑪莎姆女士邀請洛克前往她在艾塞克斯郡的鄉下住所定居。雖然當時洛克的身體狀況已經因為哮喘病發作而飽受折磨，他仍成為了輝格黨的英雄人物。在這段期間洛克也經常與艾薩克·牛頓等人討論各種議題。
從1691年開始洛克一直住在瑪莎姆女士的家中。在此期间，洛克的健康狀況不斷惡化，最终于1704年10月28日去世，並被埋在艾賽克斯郡東部的海弗拉弗小鎮的一個教堂墓區。洛克終身未婚，也沒有留下任何子女。
雖然洛克一生中經歷了王政復辟、倫敦大火、倫敦大瘟疫等許多歷史事件，他仍沒來得及在有生之年看到他的理念被實踐。君主立憲制和議會民主制的發展在洛克的時代都還處於早期階段。

## 著作
洛克的著作中反映出了他的清教徒背景以及身為輝格黨員的一些政治立場。雖然洛克經常被視為是現代政治自由概念的奠基者，他在書中提出的一些觀點也難免與現代的主流觀點有些差別。
洛克的第一本主要著作是《論寬容》。洛克對研究當時英國的於宗教寬容程度相當感興趣，他在死前寫下了許多主張宗教寬容的論文。非國教徒的新教徒背景長大的洛克對於不同的神學觀點相當敏感。不過後來洛克改變了立場，因為他對許多非國教徒的教派的行徑感到反感，轉而成為了英國國教會的堅定支持者。洛克採取了較為寬容的宗教立場，但仍認為擁有一個國教可以促進社會的和諧。
而洛克最知名的兩本著作則分別是《人類理解論》和《政府論》。《人類理解論》早在1671年便開始撰寫，有如洛克描述的，在接下來18年裡斷斷續續撰寫才完成了整本書，最後於1689年出版。雖然洛克開始撰寫《政府論》的時間仍有待爭議，很明顯的是書中大部分的內容都是在1679-1682年期間撰寫的。因此《政府論》一書最初不太可能是為了1688年的光榮革命才撰寫的，雖然在光榮革命之後洛克的確曾大幅修訂全書以替革命辯護。

### 《論宗教寬容》
洛克最初是以不具名的方式在阿姆斯特丹發表了拉丁文的《論宗教寬容》一書，雖然這本書很快便被翻譯為英文出版。洛克區分了一個教會與民間政府的差異，包括兩者在目標上的差異、以及在實踐的手段上的差異。政府是為了維持和平才存在的，並且必須保有武力才能達成這個目標；而教會則是自願構成的群體，為了提供靈魂救贖才存在的，而且必須使用說服的手段傳教。個人並不能被從他們自己的靈魂上分開，也因此政府並沒有提供他們救贖的責任，武力也不可能達成救贖的目標，即使能夠達成，以這種壓迫方法傳教的宗教也並不一定是真正良善的宗教。因此，即使當政府傾向於支持某個特定的教會時，政府不能為此而干擾民間的和平。
不過，政府可以出自政治上的目標而管制宗教，例如禁止在公共場合宰殺動物以維持環境的衛生，即使是當這些政策妨礙了某些宗教傳統時亦然。而那些不願接受洛克提出的寬容原則的宗教教派必然會企圖改變政府，也因此政府有權以維持和平為由加以鎮壓。由於沒有了對上帝的恐懼便沒有了信守承諾的理由，而社會的和平也需要人們願意保持承諾，因此政府可以在這種情況下主動推廣一部份的宗教發展。

### 《人類理解論》
在《人類理解論》一書中，洛克批評了宣稱人生下來便帶有內在思想的哲學理論，他主張人所經歷過的感覺和經驗才是形塑思想的主要來源。由於他在這方面的理論，洛克可以被歸類為經驗主義者，而非他的批評者萊布尼茨等人所信奉的理性主義。《人類理解論》的第二卷提出了洛克對於思想的理論，他區分出了被動取得的'“簡單思想”—例如「紅色」、「甜美」、「圓形」等等，與主動架構起來的“複雜思想”—例如數字、因果關係、抽象、實體觀念、本體、以及差異性概念。洛克也區分了物體既有的“主要特質”—例如形狀、動作、和長寬高，以及“次要特質”—亦即「在我們體內產生不同感覺的能力」（II.viii.10），例如讓我們感覺到「紅色」或「甜美」的能力。洛克主張次要特質是取決於主要特質的。在第二卷中洛克也討論到了人的本體以及人的思想，他在這裡所提出的理論直到今天都還有所爭議。第三卷主要討論語言，第四卷則討論知識，包括了直覺知識、數學、道德哲學、自然哲學（「科學」）、以及信仰和輿論。

### 《政府論》
1689年到1690年寫成的《政府二論》是洛克最重要的政治論文。《政府論》的第一篇是對罗伯特·菲尔默的《君权论》（或先祖論即論國王之自然權）的反驳。洛克極力並有效地驳斥了费尼默的君權神授的主張。洛克主张政府的權威只能建立在被统治者擁有的基礎之上，並且支持社會契約論。不過他也強調社會契約論是可以廢除的。在《政府論》的第二篇中，洛克則試圖替光榮革命辯護（但根據拉斯萊特的考證，政府論發表之時，光榮革命尚未發生，因此這部著作是在呼喚一場革命而不是為已經發生的革命辯護），提出了一套正當政府的理論，並且主張當政府違反這個理論時，人們就有權推翻其政權。洛克還巧妙的暗示讀者當時英國的詹姆斯二世已經違反了這個理論。
洛克提出了一套與托馬斯·霍布斯的「自然狀態」不同的理論，他主張每個人都擁有自然權利，而他們的責任則是保護他們自己的權利、並且尊重其他人的同等權利。透過洛克稱為「理性」的自然法的概念，人們就能理解為何他們必須尊重其他人的權利，包括了尊重他人經過勞動而獲得的財產的權利。由於在實踐上自然法經常被忽略，因此政府的保護是必要的，然而政府的統治也必須經過被統治者的同意，這樣的統治也只有在一個全體的法律體制下才能表現出來。因此所有的政府都只是人民所委託的代理人，當代理人背叛了人民時，政府就應該被解散。當立定的法律被違反、或是代理人濫用權力時，一個政府便是背叛了其人民。當政府被宣告解散後，人民便有權再建立一個新的政府，以對抗舊政府的不正當權威，這種情況又可以稱為「革命」。

## 影響
洛克對於哲學和政治哲學界產生極大影響，尤其是自由主義的發展。現代的自由意志主義者也將洛克視為其理論的奠基者之一。他主張生命、自由、財產是人類不可剝奪的天賦人權。洛克對於伏爾泰有極大影響，而他在自由和社會契約上的理論也影響了後來的亞歷山大·漢密爾頓、詹姆斯·麥迪遜、托瑪斯·傑佛遜、以及其他許多的美國開國元勳。洛克的理論激勵了後來的美國革命與法國大革命。洛克在知識論上也有極大貢獻，他提出了「主觀性」——或稱之為「自我」的定義，查尔斯·泰勒等歷史學家認為洛克的《人類理解論》一書是現代哲學中有關自我的概念的奠基者。

### 財產理論
在《政府論》中洛克主張公民社會是為了對財產權利提供保護才產生的。洛克所謂的財產是以拉丁文的“proprius”一詞為基礎，代表了一個人所擁有的東西—包括了擁有他自己。也因此，洛克所謂的「財產」包括了擁有「生命、自由和財產」的權利。政治社會創立的目標便是為了提供財產權利更好的保護，因為財產能夠代表其成員私人的（非政治性的）利益，但卻無法代表一些只有與共同體裡其他人結合才能實現的利益。
從這個理論延伸，每個人必然都在社會以外（例如在自然狀態下）擁有一些財產，因此政府並不是財產權利的唯一來源，也不能夠隨意挪用個人的財產。如果政府存在的目標是為了保護財產權利，財產必然是先於政府存在並且完全獨立的。洛克的對手罗伯特·费尔默爵士主張如果自然狀態真的存在（他否認其存在），那麼所有東西必然是屬於公共所有的，私人財產不可能存在。托馬斯·霍布斯對此也抱持類似的看法。洛克因此提出了一套解釋財產如何在沒有政府的情況下存在的解釋：
首先，洛克主張每個個人都「擁有」他自己，所以每個人在自然狀態下都是同樣自由而平等的。因此，每個人也必然擁有他勞動所得的產品，要否認這點便等同於將他視為奴隸。也因此每個人都有權在自然賦予的資源上混合他自己的勞動：一顆長在樹上的蘋果對所有人都沒有用處，只有當某個人將其採收後它才有可能被食用，而蘋果便成為了那個採收的人的財產。洛克同時提出另一種論點，他主張我們必須允許蘋果被採收為私人財產，否則無論世界上的資源有多麼豐富，所有人類都只有餓死一途。一個人也必須被允許進食，因此他有權利食用經過他勞動所得的果實（同時他也有權拒絕其他人食用他的果實）。當蘋果被他吃下的，他也必然是這顆蘋果的所有人，無論是在他咀嚼時、當他啃咬時、當他將蘋果送至嘴邊時，只要他在這棵蘋果上混合了他的勞動（透過採收它的動作）。
不過這還沒有說明為何一個個人應該被允許在自然賦予的資源上混合勞動。由於人必須進食，採收蘋果也是必要的，但這還不足以解釋為何人們必須尊重其他人的財產。因此洛克假設在自然狀態下資源是相當豐富的：只要其他人還有機會取得「同樣多」和「同樣好」的資源，一個人便有權利拿走一部分的自然資源，而由於自然資源是相當豐富的，一個人可以在拿走所有他自己會用到的資源的同時，也不會侵犯到其他人的資源。除此之外，一個人不可以拿走超過他能使用到的數量，以免資源被糟蹋。洛克也因此提出了兩個取得財產的但書：「同樣多和同樣好」的條件、以及避免「浪費糟蹋」的條件。
透過這一連串理論，洛克主張一個完整的經濟體制的確可以在沒有政府的自然狀態下存在。私人財產因此是先於政府而存在的，社會也是為了保護私人財產才形成的。

#### 累積的限制
勞動創造財產，但財產的累積也有其限制。依據洛克的說法，沒有被使用的財產是一種浪費，也是對於自然的侵犯。不過，隨著「長久產品」的引進，人便可以賣出他們手上過多的會腐爛的產品以交換長久產品，如此一來便不會違反自然法了。由於黃金、銀塊、和其他各種貴金屬及寶石並不會腐爛，除了美觀價值以外，它們對於人的生存是沒有用處的。也因此一個人可以自由的累積它們，或者以它們進行貿易換取食物。透過人與人之間的自願同意，它們便成為了貨幣（一個人可以用黃金換取蘋果、而另一個人則可以用黃金換取小麥）。透過貨幣的買賣，一個人便能夠避免對於資源的浪費，例如在果實腐爛之前便將它們變賣以讓他人食用。但是货币机制的使用也使得对物品的过多占有。洛克最终对于采用货币机制采取了一种至少在表面上看来不太连贯的态度。

### 政治理論
與托馬斯·霍布斯不同的是，洛克相信人的本質是帶有理性和寬容的。但與霍布斯相同的是，洛克認為自私是人性的本質，這也是他在貨幣理論上的基礎。洛克認為在自然狀態下所有人都是平等而獨立的，沒有人有權利侵犯其他人的「生命、自由、或財產」。洛克也主張應該對政府權力實行監督與制衡，並且認為當政府背叛了人民時，革命不但是一種權利，也是一種義務。這些理論對於美國憲法及其獨立宣言都有極大影響。

#### 卡羅來納憲法
洛克經常被視為是自由主義的代表人物，也是美國革命的先驅。不過，学者批評洛克曾透過一間英國公司投資了在新大陸的奴隸交易，也批評他在擔任沙夫茨伯里伯爵秘書期間曾參與了卡羅來納憲法的起草，那份憲法在新大陸的卡羅來納州建立了一套封建的貴族制度、並且給了奴隸主對奴隸的絕對控制權。一些人認為洛克提出的圈地財產的理論正當化了對於美洲原住民的土地侵占。学者舉出洛克在著作裡的反貴族和反奴隸理論，質疑他言行不一。

### 自我理論
洛克是不列颠经验主义的开创者，虽然他本人并没有完全贯彻这种哲学思想。洛克认为人类所有的思想和观念都来自或反映了人类的感官经验。洛克將「自我」定義為「會以意識思考的東西（無論其本體，無論其是由何種精神、物質所單獨構成或混合而成，皆是如此），這種東西是可以進行感覺的，會感覺到快樂或痛苦、幸福或不幸，而其意識延伸的程度，便是其自我所關心的程度。」但洛克並沒有忽略「本體」的重要性，他寫道：「肉體是構成人的一部分。」因此洛克認為「自我」是一種在體內的自我察覺、以及自我意識的反射。在《人類理解論》中洛克解釋了這種意識靈魂的發展過程，他批評了聖奧古斯丁派所提出的人生下來皆帶有原罪的理論，也批評了笛卡爾提出的人生下來皆帶有基本邏輯知識的理論。洛克認為人的心灵开始时就像一块“白板”，而向它提供精神内容的是经验（即他所谓的观念）。观念分为两种：感觉的观念和反思（reflection）的观念。感觉来源于感官感受外部世界，而反思则来自于心灵观察本身。与理性主义者不同的是，洛克强调这两种观念是知识的唯一来源。洛克还将观念划分为简单观念和复杂观念，不过并没有提供合适的区分标准。我们唯一能感知的是简单观念，而我们自己从许多简单观念中能够形成一个复杂观念。洛克在《教育漫话》一書就是他對於如何教育這種空白心靈的大纲；他相信教育才是構成人最重要的部分，或者更根本的說，心靈開始時都只是一個「空櫥櫃」，他還說：「我想我會說在我們所遇到的人之中，其中有九成的人的好壞或是能力高低，都是取決於他們所受到的教育。」
洛克也主張「在我們嬰兒時期所受到的任何瑣碎印象，都會對我們以後有相當重大而持久的影響。」他主張在一個人年輕時所形成的联想（观念的联合）比那些后来才形成的更为重要，因為它們是自我的根源—它們是第一波留在“白板”上的印象。在《人類理解論》中，洛克引入了这些概念，還提出了一個例子：例如我們不應該讓一個「愚蠢的女僕」告訴小孩在晚上時會有「小妖精和鬼怪」出沒，否則「夜晚便會永遠和這些可怕的念頭結合在一起，他從此再也擺脫不掉這些想法了。」洛克的联想理論大大影响了後來的聯想心理學，对18世纪的思想也产生了极大的影响——尤其是对于教育理論。幾乎所有的教育家都會警告父母不該讓小孩們發展出負面的聯想。这也推动大卫·哈特利在《人之观察》（Observations on Man，1749年）一书中尝试去发现联想理論的生物学机制，从而导致了心理学和其他新学科的发展。

## 主要著作
- (1689) 《論寬容》—A Letter Concerning Toleration
  - (1690) 《論寬容第二篇》—A Second Letter Concerning Toleration
  - (1692) 《論寬容第三篇》—A Third Letter for Toleration
- (1689) 《政府論》—Two Treatises of Government
- (1690) 《人類理解論》—An Essay Concerning Human Understanding
- (1693) 《教育漫话》—Some Thoughts Concerning Education
- (1695) 《聖經中體現出來的基督教的合理性》—The Reasonableness of Christianity, as Delivered in the Scriptures
  - (1695) 《為基督教合理性辯護》—A Vindication of the Reasonableness of Christianity

### 未發表的著作
- （1660）First Tract of Government（或the English Tract）
- （c.1662）Second Tract of Government（或the Latin Tract）
- （1664）Questions Concerning the Law of Nature（拉丁文寫成，後被翻譯為英文）
- （1667）Essay Concerning Toleration
- （1706）Of the Conduct of the Understanding
- （1707）A Paraphrase and Notes on the Epistles of St. Paul

## 洛克的墓誌銘
（從拉丁文翻譯而來）
「停下你的腳步阿，路人！躺在這裡的就是約翰·洛克。如果你想問他是怎麼樣的一個人，他會說他是一個以自己的小財產過著滿足生活的人。身為一個學者，他以追求真相為他學習的唯一目標，你可以在他的著作裡發現這點，任何有關他的事物都寫在他的著作裡了，也都比本墓誌銘對他的讚美還要真實。確實，他的美德，並不足以讓他自己提出來炫耀、也不足以拿來給你做為典範。讓他犯下的邪惡隨著塵土掩埋吧。如果你要尋求作人的典範，去從聖經裡找尋吧；如果你要尋找邪惡的典範，希望你不會找到它；如果你要尋找死人（如果這能夠幫助你的話），你在這裡就可以找到一個、也可以在任何其他地方找到啊。」

## 備註
1. ↑  在洛克生活的時期，歐洲通行兩種不同曆法：在英國等地仍然通行儒略曆或稱「舊曆」，大多數西歐地區則已改用格里曆或稱「新曆」。十七世紀時，格里曆的日期比儒略曆快十天；到了格里曆1700年3月1日後，格里曆的日期更比儒略曆快十一天。英國直至1752年才改採用格里曆，彼時洛克已辭世許久。故本文中除非特別說明，一律採用儒略曆日期。

## 延伸读物
- Ashcraft, Richard, 1986.  Revolutionary Pollitics & Locke's Two Treatises of Government.  Princeton: Princeton University Press. (Discusses the relationship between Locke's philosophy and his political activities.)
- Bailyn, Bernard, 1992 (1967). The Ideological Origins of the American Revolution. Harvard Uni. Press.  (Discusses the influence of Locke and other thinkers upon the American Revolution and on subsequent American political thought.)
- G. A. Cohen, 1995. 'Marx and Locke on Land and Labour', in his Self-Ownership, Freedom and Equality, Oxford University Press.
- Cox, Richard, Locke on War and Peace, Oxford: Oxford University Press, 1960. (A discussion of Locke's theory of international relations.)
- Chappell, Vere, ed., 19nn. The Cambridge Companion to Locke. Cambridge Uni. Press.
- Dunn, John, 1984. Locke. Oxford Uni. Press.  (A succinct introduction.)
- ------, 1969. The Political Thought of John Locke: An Historical Account of the Argument of the "Two Treatises of Government". Cambridge Uni. Press. (Introduced the interpretation which emphasises the theological element in Locke's political thought.)
- Macpherson. C. B. The Political Theory of Possessive Individualism: Hobbes to Locke (Oxford: Oxford University Press, 1962). (Establishes the deep affinity from Hobbes to Harrington, the Levellers, and Locke through to nineteenth-century utilitarianism).
- Pangle, Thomas, The Spirit of Modern Republicanism: The Moral Vision of the American Founders and the Philosophy of Locke (Chicago: University of Chicago Press, 1988; paperback ed., 1990), 334 pages.  (Challenges Dunn's, Tully's, Yolton's, and other conventional readings.)
- Strauss, Leo, Natural Right and History, chap. 5B (Chicago: University of Chicago Press, 1953). (Argues from a non-Marxist point of view for a deep affinity between Hobbes and Locke.)
- Strauss, Leo, "Locke's Doctrine of Natural law," American Political Science Review 52 (1958) 490-501. (A critique of W. von Leyden's edition of Locke's unpublished writings on natural law.)
- Tully, James, 1980.  "A Discourse on Property : John Locke and his Adversaries" Cambridge Uni. Press
- Yolton, J. W., ed., 1969. John Locke: Problems and Perspectives. Cambridge Uni. Press.
- Zuckert, Michael, Launching Liberalism: On Lockean Political Philosophy. Lawrence, KS: University Press of Kansas.
- Locke Studies, appearing annually, publishes scholarly work on John Locke.
- Robinson, Dave; Judy Groves. . Icon Books. 2003. ISBN 978-1-84046-450-4.
- Rousseau, George S. . Palgrave Macmillan. 2004. ISBN 978-1-4039-3453-6.
- 黃偉合：《英國近代自由主義研究——從洛克、邊沁到密爾》（北京：北京大學出版社，2005）。

## 外部連結
- 著作的全文 （页面存档备份，存于）
- 约翰·洛克的作品  - 古騰堡計劃
- 史丹佛哲學百科的傳記（页面存档备份，存于）
- 傳記 Portuguese Web Archive的存檔，存档日期2009-10-13
- 洛克的手稿收藏 Portuguese Web Archive的存檔，存档日期2009-10-13
- The Digital Locke Project
- 江宜樺：〈洛克的自由主義思想〉 （页面存档备份，存于）（2008年）
- 江宜樺：〈西方自由主義之父洛克〉 （页面存档备份，存于）（2010年）